# کاراچاووش (آماسیه)
کاراچاووش (به ترکی استانبولی: Karaçavuş) یک منطقهٔ مسکونی در ترکیه است که در آماسیه واقع شده‌است.